# Tętnica promieniowa

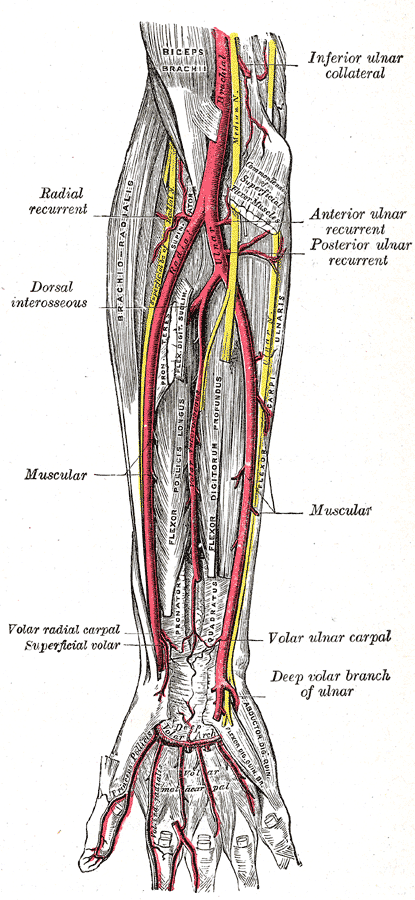
Tętnica promieniowa (na rycinie po lewej) i łokciowa (po prawej)

Łuk dłoniowy powierzchowny i głęboki

Anatomia powierzchowna naczyń i nerwów kończyny górnej.

Tętnica promieniowa (łac. arteria radialis) – w anatomii człowieka jedna z dwóch (obok tętnicy łokciowej) większych tętnic biegnących na przedramieniu, zaopatrująca w krew tętniczą struktury anatomiczne dłoni.
Po oddzieleniu od tętnicy ramiennej w dole łokciowym biegnie w kierunku dłoni pod mięśniem towarzyszącym (mięsień ramienno-promieniowy). Tętno tego naczynia można wyczuć na nadgarstku po stronie kciuka (najczęstsze miejsce badania pulsu) oraz w tabakierce anatomicznej.
Kciuk oraz połowa palca wskazującego od strony kciuka jest zaopatrywana przez łuk dłoniowy głęboki, natomiast reszta palców całkowicie przez łuk dłoniowy powierzchowny. Łuk dłoniowy głęboki unaczynia mięśnie dłoni.
Tętnica promieniowa tworzy zespolenia z tętnicą łokciową za pomocą gałęzi mięśniowych, sieci dłoniowej nadgarstka, sieci grzbietowej nadgarstka, sieci stawowej łokcia, łuku dłoniowego powierzchownego i łuku dłoniowego głębokiego.